# كرة ساندلوت
كرة ساندلوت أو البيسبول ساندلوت هي لعبة رياضية تنافسية ورياضية تتبع القواعد والإجراءات الأساسية للعبة البيسبول . غالبًا ما يكون أقلّ تنظيمًا، حيث يشير الاسم إلى حقل مؤقّت أو قطعة أرض فارغة.
ويعتقد أنّ مصطلح ساندلوت يعود تاريخه إلى خمسينيّات القرن التاسع عشر، ونشأ في مدينة سان فرانسيسكو. في ذلك الوقت، كانت هناك قطعة أرض شاغرة بالقرب من قاعة مدينة سان فرانسيسكو. أصبحت هذه المنطقة الرّملية مكانًا يجتمع فيه العمّال والمواطنون الآخرون ويتحدّثون ويعبّرون عن آرائهم.
أصبحت هذه الحديقة الموجودة داخل المدينة والمساحة الفارغة بجوار سيتي هول أيضًا مكانًا يمكن فيه ممارسة الألعاب الرّياضية المختلفة في منطقة مجّانية وغير معلنة. في نهاية المطاف، امتدّت الرّياضة إلى الكثير في جميع أنحاء مدينة سان فرانسيسكو (حتى الأربعينيّات من القرن الماضي عندما لم يكن هناك المزيد متاحًا أو مناسبًا بما يكفي للعبة).
لعبة البيسبول ساندلوت هي هواية كلاسيكية. ومع ذلك، على مرّ السّنين، تغيّرت الثّقافة المحيطة بها وتطورت.
في بداية إنشائها، كانت كرة الرمل تدور بشكل كبير حول العفوية، ونقص الإشراف، ويوم صيفيّ طويل حارّ. لقد حافظت على طبيعة غير رسمية، وكانت القواعد عرضة للتغيّير من لعبة إلى أخرى أو من مجموعة إلى أخرى. قضى الأولاد الصّغار شروق الشّمس حتّى غروبها في هذه الحقول.
الآن، لم تعد هذه الرياضة منتشرة أو غير رسمية كما كانت من قبل. يبدو الأمر كما لو أنّ الجوانب التّقليدية للبيسبول الرّملية تتغير ببطء ولكن بثبات. يرجع ذلك جزئيًّا إلى عدّة أشياء، مثل: تغيّر بنية الأسرة في الولايات المتّحدة، وزيادة التكنولوجيا (ألعاب الفيديو، والهواتف المحمولة، والأجهزة اللوحية، والأجهزة، والتّلفزيون، وما إلى ذلك)، وخوف الوالدين من الجريمة.
يجادل البعض أنّ التغيّير المستمرّ في الثّقافة المحيطة بلعبة البيسبول الرّملية سيؤدي إلى زوالها أو انقراضها بالكامل.

## وظيفة
تعمل لعبة البيسبول ساندلوت أكثر من مجرّد رياضة. يجادل البعض أنّ الأطفال قادرون على تعلّم أكثر من مجرد لعبة البيسبول عندما يتمّ تشجيعهم على اللعب دون إشراف الكبار، أو هيكل صارم، أو قواعد ثابتة.
إنه يشجع اللاعبين على التفكير خارج الصّندوق والتّفكير النّقدي عندما لا يكون هناك عدد كافٍ من اللّاعبين. فهو يسمح لهم بتعلّم مهارات التّفاوض عند تحديد ما إذا كانت رمية الكرة عبارة عن ضربة أم كرة، أو ما إذا كان اللّاعب آمنًا أم خارجًا، أو عندما تكون الكرة عادلة أو غير منصفة. فهو يعلمهم كيفيّة الانسجام مع بعضهم البعض، ويسمح لهم بالعمل على المهارات التّنظيمية.

## وسائط
كرة ساندلوت مشهورة ومنتشرة كما هي اليوم بسبب تأثير وسائل الإعلام وصناعة السّينما.
تم إصدار فيلم بعنوانذا ساند لوت The Sandlot في عام 1993. فيلم كوميدي عن بلوغ سن الرشد تدور أحداثه في ستينيات القرن العشرين، ويتتبّع الفيلم مجموعة من الأولاد في سنّ ما قبل المراهقة الذين نشأوا في كاليفورنيا. يقضي هؤلاء الأولاد أيّامهم في لعب البيسبول في منطقة رمليّة ويجدون أنفسهم في مجموعة متنوّعة من المغامرات والحوادث المؤسفة. يتبع الفيلم الرّاوي والشّخصية الرّئيسية سكوتي سمولز الجديد في المدينة. في البداية تمّ رفضه من قبل هذه المجموعة المحلّية من الأولاد الذين تدور حياتهم بكلّ إخلاص حول هذه الرّياضة، ولكن مع نمو معرفته بكرة الرّمل، بدأ في الاندماج في المجموعة جيدًا.

## أنظر أيضا
- كوركبول
- نصف مطاط
- فرك البيسبول
- البيسبول